# Kalvarienbergkapelle (St. Stefan im Gailtal)
Koordinaten: 46° 37′ 18,6″ N, 13° 30′ 41,2″ O

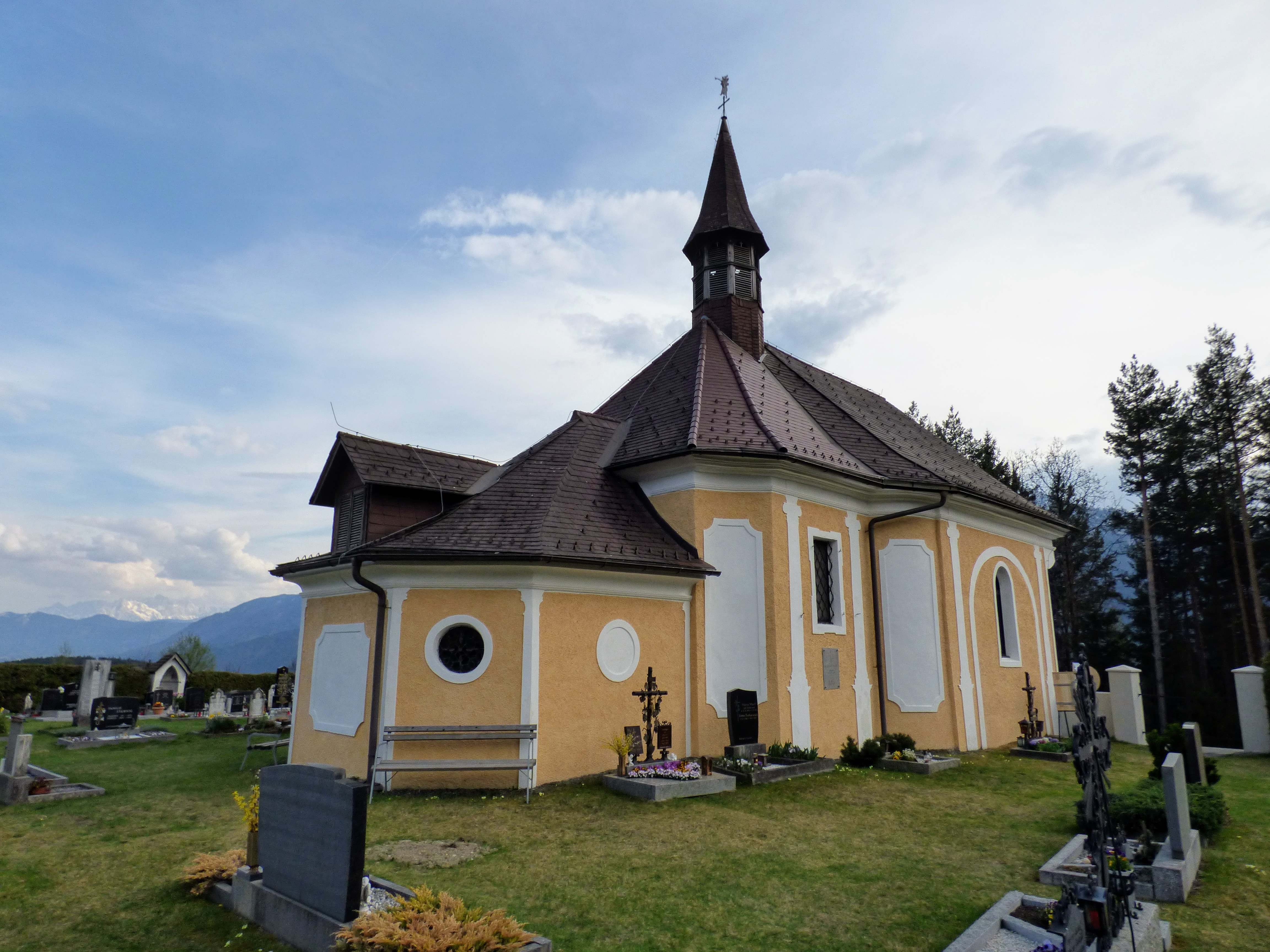
St. Stefan im Gailtal, Kalvarienbergkapelle

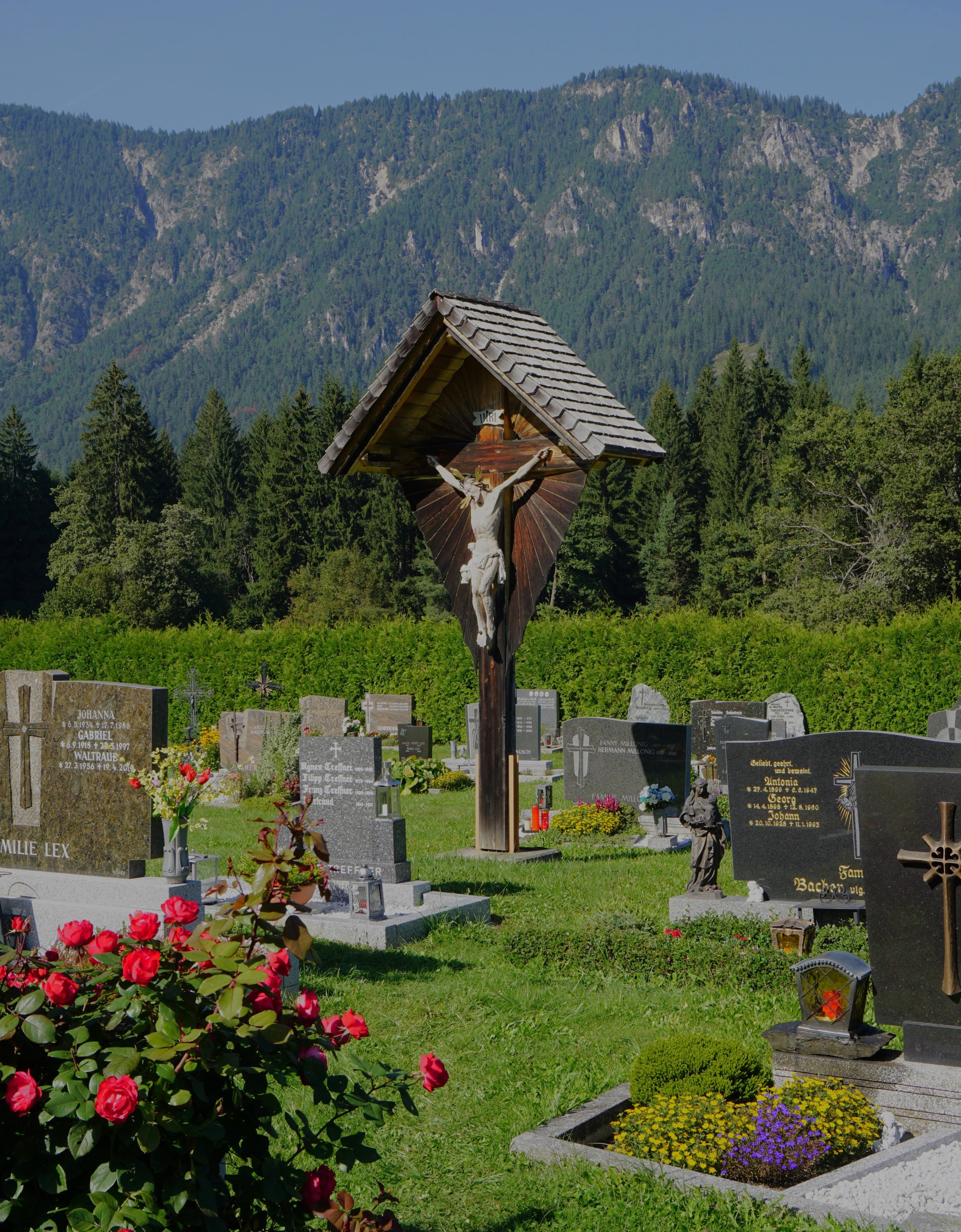
Friedhof mit Friedhofskreuz

Die römisch-katholische Kalvarienbergkapelle in der Gemeinde St. Stefan im Gailtal steht auf einer Anhöhe über dem Gailtal. Sie ist auf einer schmalen Bergstraße, an der die Kreuzwegstationen stehen, erreichbar. Außer an der Frontseite umgibt ein Friedhof die Kapelle.

## Geschichte
Die Kapelle wurde 1771 erbaut. Die Kreuzwegstationen  wurden 1766 errichtet und 1991 restauriert.

## Bauwerk
Der Hauptraum hat quadratischen Grundriss mit abgerundeten Ecken. In den halbrunden Chor gelangt man durch einen flachbogigen Triumphbogen. Dahinter befindet sich ein weiterer Kapellenraum.  Die Kapelle besitzt einen schlanken, hölzernen Dachreiter, den ein  Kreuz mit einem trompetenden Engel als Wetterfahne bekrönt. Die spätbarocke Frontfassade ist durch Lisenen gegliedert. Im Giebelfeld ist Jesus der Heiland in Wolken thronend dargestellt, zur Rechten die Gläubigen, zur Linken die Verdammten. Der Innenraum wird von einem Spiegelgewölbe überwölbt.

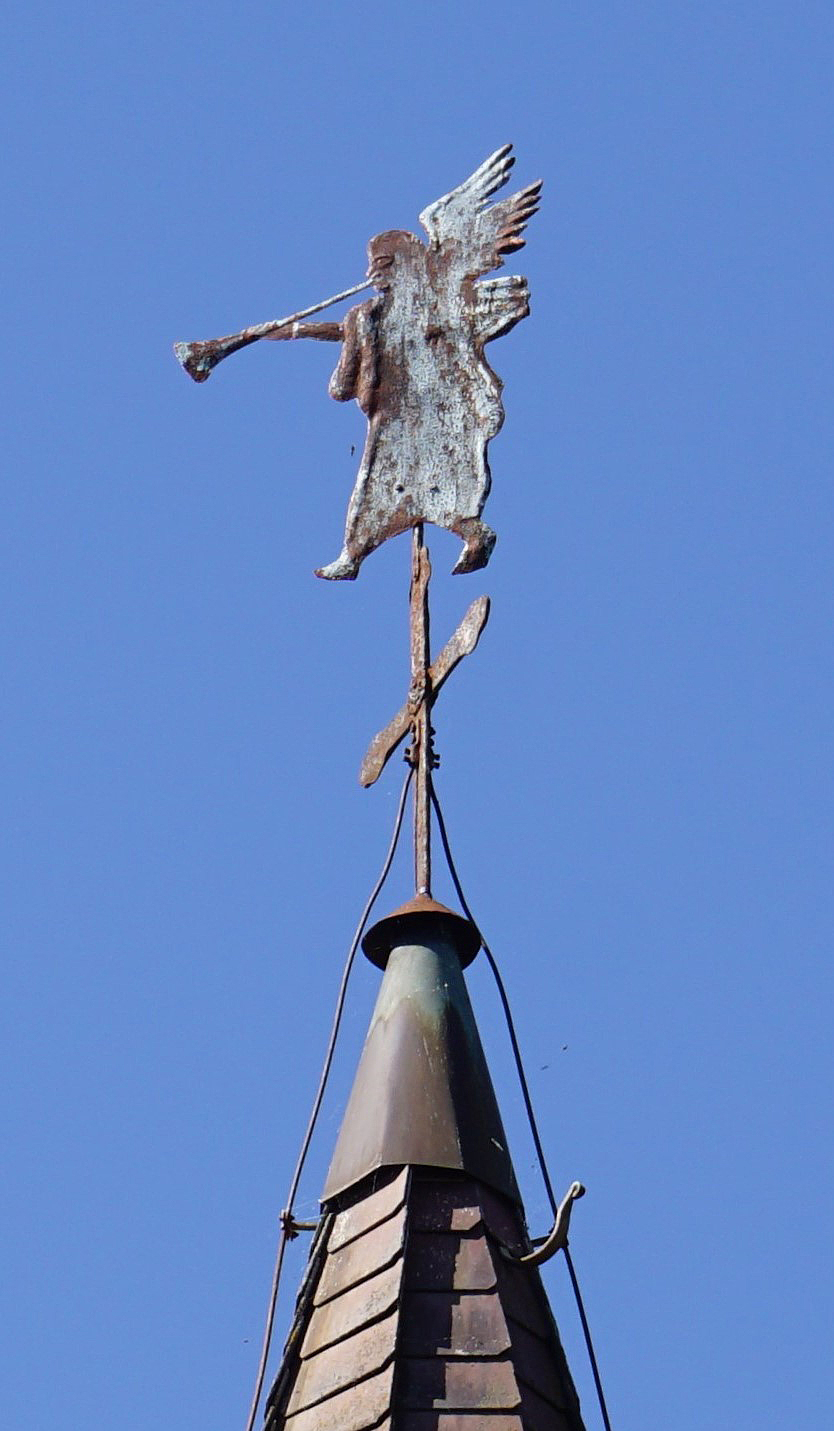
Wetterfahne auf dem Dachreiter
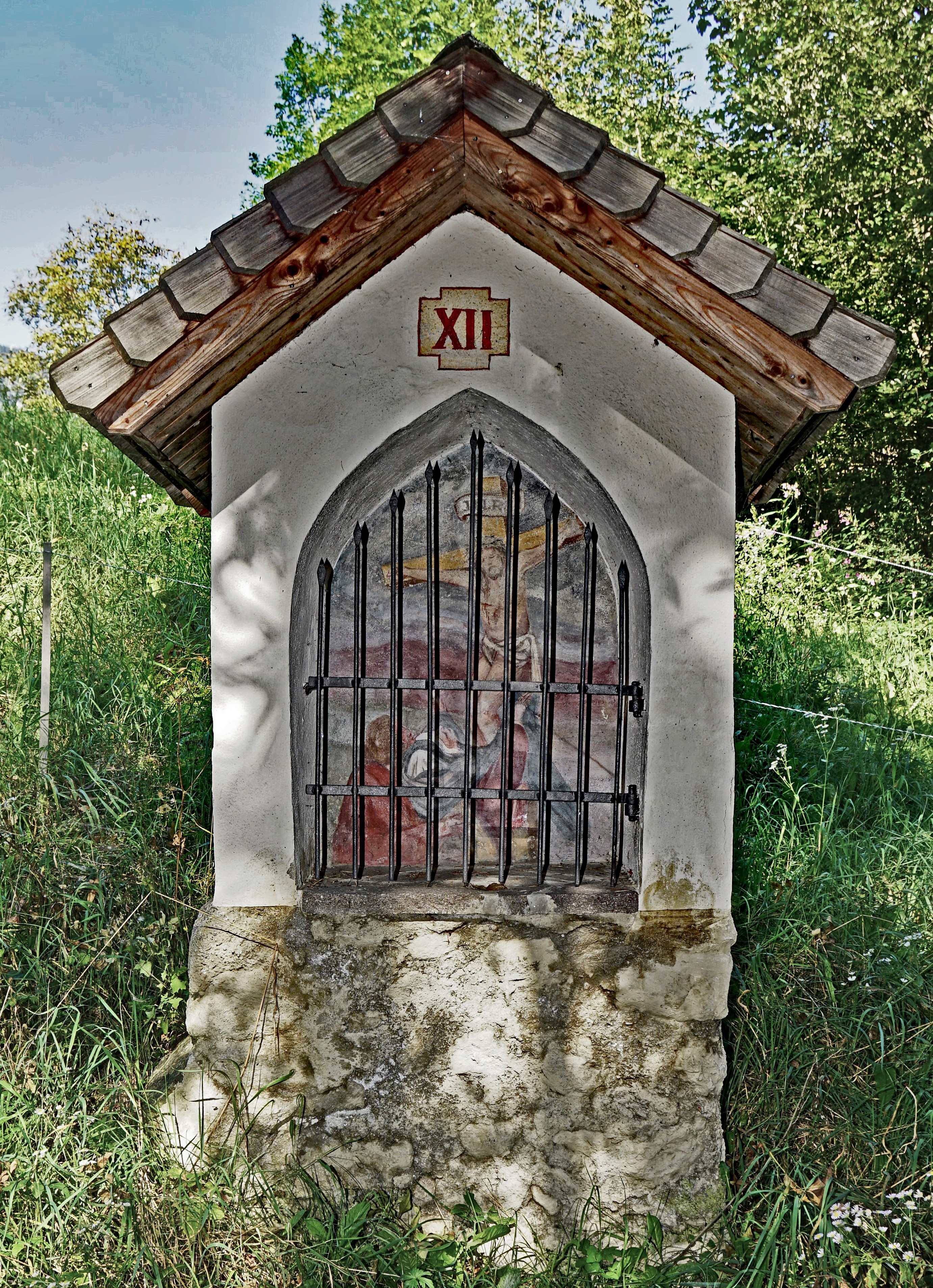
Kreuzwegkapelle

## Einrichtung
Der Hauptaltar zeigt eine geschnitzte Kreuzigungsgruppe mit gemaltem Landschaftshintergrund, der Golgotha und Jerusalem zeigt. Darüber ist Gottvater mit Engeln in den Wolken zu sehen.